# Gallagher Knob
Der Gallagher Knob ist ein kleiner Berggipfel im ostantarktischen Mac-Robertson-Land. Im südlichen Teil der Prince Charles Mountains ragt er am westlichen Ende des Mount Cresswell auf.
Luftaufnahmen entstanden 1958 im Zuge der Australian National Antarctic Research Expeditions. Zu jener Zeit diente der Berg den Wissenschaftlern der Navigation. Das Antarctic Names Committee of Australia benannte ihn nach Peter B. Gallagher, leitender Dieselaggregatmechaniker auf der Mawson-Station im Jahr 1971.